# Батлер (Пенсільванія)
Батлер (англ. Butler) — місто (англ. city) в США, в окрузі Батлер штату Пенсільванія. Населення — 13 502 особи (2020).

## Географія
Батлер розташований за координатами 40°51′42″ пн. ш. 79°53′46″ зх. д. / 40.86167° пн. ш. 79.89611° зх. д. (40.861554, -79.896170).  За даними Бюро перепису населення США в 2010 році місто мало площу 7,04 км², уся площа — суходіл.

## Демографія
Згідно з переписом 2010 року, у місті мешкало 13 757 осіб у 6060 домогосподарствах у складі 3106 родин. Густота населення становила 1954 особи/км².  Було 6913 помешкання (982/км²).
Расовий склад населення:
| - 93,6 % — білих - 2,7 % — чорних або афроамериканців - 0,5 % — азіатів - 0,2 % — корінних американців |

До двох чи більше рас належало 2,2 %. Частка іспаномовних становила 2,4 % від усіх жителів.
За віковим діапазоном населення розподілялося таким чином: 23,3 % — особи молодші 18 років, 63,7 % — особи у віці 18—64 років, 13,0 % — особи у віці 65 років та старші. Медіана віку мешканця становила 36,8 року. На 100 осіб жіночої статі у місті припадало 95,4 чоловіків;  на 100 жінок у віці від 18 років та старших — 91,6 чоловіків також старших 18 років.
Середній дохід на одне домашнє господарство  становив 41 491 долар США (медіана — 29 482), а середній дохід на одну сім'ю — 51 603 долари (медіана — 40 731). Медіана доходів становила 40 250 доларів для чоловіків та 29 664 долари для жінок. За межею бідності перебувало 30,0 % осіб, у тому числі 43,4 % дітей у віці до 18 років та 12,3 % осіб у віці 65 років та старших.
Цивільне працевлаштоване населення становило 5570 осіб. Основні галузі зайнятості: освіта, охорона здоров'я та соціальна допомога — 22,2 %, роздрібна торгівля — 19,1 %, виробництво — 12,2 %, мистецтво, розваги та відпочинок — 12,0 %.